# Kärnkraftsäkerhet och Utbildning AB
Kärnkraftsäkerhet och Utbildning AB (KSU) är ett svenskt företag som utbildar personal till de svenska kärnkraftverken.
KSU bildades 1972 av de svenska kärnkraftsföretagen och idag (sedan 2000) ingår man i Vattenfallkoncernen. Huvudkontoret var under en lång tid placerat i Studsvik, men flyttades år 2023 till Nyköping. Utbildningsenheter finns dessutom vid Forsmarks kärnkraftverk, Oskarshamns kärnkraftverk och Ringhals kärnkraftverk, samt vid det nedlagda Barsebäcks kärnkraftverk bedrivs verkslik utbildning. KSU har ca 180 anställda.[källa behövs]
Utbildningen sker dels genom teoriutbildning, dels genom träning i simulatorer, som är kopior av kraftverkens kontrollrum.
KSU utvärderar också störningar vid svenska och utländska kärnkraftverk och fungerar som den svenska länken i de nätverk som finns internationellt för utbyte av erfarenheter runt driften av kärnkraftverk.

## Analysgruppen
KSU samordnar även Analysgruppen som är en självständigt arbetande expertgrupp. Analysgruppen bildades år 1987, efter Tjernobylolyckan. Dess uppdrag är att delta i samhällsdebatten om kärnkraft genom att sammanställa och analysera fakta kring frågor som kommer upp i samhällsdebatten med anknytning till reaktorsäkerhet, strålskydd, radiobiologi och riskforskning. Gruppen utger två skriftserier, Bakgrund (sedan 1988) och de mer kortfattade faktabladen i Faktaserien (namn 1997–1999: Kärnkraftsfakta), och publicerar också rapporter (sedan 1999). Samtliga finns tillgängliga på nätet.
De tidigare Kärnkraftsfakta bytte namn från och med nummer 25, som behandlade epidemiologi (med anledning av pressuppgifter om ökande cancerfrekvens nära ett spanskt kärnkraftverk).
Analysgruppens skrifter korrigerar vad man ser som missuppfattningar hos allmänhet, massmedia, politiker och myndigheter, i huvudsak genom faktasammanställningar, och i viss mån också genom ställningstaganden av värderande karaktär. I faktasammanställningarna rapporterar man både om framgångar och bakslag för kärnkraftsindustrin. Även olyckstillbud rapporteras, särskilt när de redan har uppmärksammats i massmedia, men man försöker att ge dem rimliga proportioner.
Ett exempel på värderande ställningstagande är försvar för ALARA som vägledande princip för vilka utsläppsnivåer kärnkraftverken normalt bör tillåtas, i stället för en renodlad "försiktighetsprincip" som skulle ha inneburit att man släppte ut så litet radioaktivt avfall som tekniskt möjligt, även om detta hade blivit väldigt dyrt för kärnkraftsindustrin. Ett annat exempel är när man i det första numret av Kärnkraftsfakta slår fast att det är orimligt att anlägga längre tidsperspektiv än högst 100 år framåt vad avser ett "uthålligt samhälle".